# أيت بوفولن
أيت بوفولن قبيلة تقع بين مدينتي الاخصاص وبويزكارن وتقع على الأطلس الصغير المجاور للصحراء المغربية وهي مشيخة مكونة من 28 دوارا. تحد شرقا بأيت الرخا وغربا بإدغزال وجنوبا بجماعة تگانت وشمالا جماعة سيدي حساين وبلدية الاخصاص. وهي الحدود المتعامل بها منذ سنة 1934 السنة التي سلم فيها السكان أسلحتهم للاستعمار الفرنسي
بلغ سكان أيت بوفولن حوالي 1050 نسمة بعدما كان هذا العدد في السنوات الماضية 2500 نسمة. 
سنة 1992 انفصلت القبيلة عن بويزكارن وأصبحت جماعة مستقلة.

## دواوير القبيلة
أغلب دواوير جماعة آيت بوفولن تتمتع بالكهرباء والماء الصالح للشرب وهي موزعة كالاتي
- افرض ند الحسين ومجموعة من الدواوير
- إكشارن ومجموعة من الدواوير
- إگورارن + مجموعة من الدواوير
- تافراوت ند صنبا + مجموعة من الدواوير

تخترق الطريق الرئيسية قبيلة آيت بوفولن مجزئة إياها إلى جزئين
- الجزء الأول: ويقع قبلة الطريق يشمل:
- أكشارن، ادار، أقا، افرض ند الحسين، انيرن، إد عبلا الحاج (دوار القائد المدني)، اد عبلا أو سعيد، إد لشكر.

- الجزء الثاني: يشمل كل الدواوير الواقعة غرب الطريق الرئيسية 
- إد بيگدار، إدو بلقاسم، توريرت، إكوناشن، إدعابد، إد عبلا ند حيمدات (بدون سكان)، إدعبورن، أدبوتزوى، إمضيشن، أدبكو، تاسيلا نتانوت، إدشهيب (بدون سكان)، إرجدالن، إدعبيل، إدهمو (ب س)، إد سعيد، إدوبلعيد، أيت حيتوف (مقر ابن القائد محمد الخليفة وهو شيخ القبيلة).

## الهجرة بايت بوفولن
تنقسم الهجرة إلى نوعين:
- الهجرة الداخلية
- الهجرة الخارجية

الهجرة الداخلية تتجلى في نزوح السكان من مدشرهم إلى منطقة أخرى داخل الوطن، فأغلب سكان أيت بوفولن هاجروا قبيلتهم واستوطنوا سيدي يحيى الغرب، سوق الأربعاء، الرباط، الدار البيضاء ومراكش، وغيرها من المدن الأخرى.
وهذا ما سبب في فراغ بعض الدواوير مثل دوار إدهمو حيث لم يبق في الدوار سوى الأسلاك الكهربائية والسناجب لأن الإنارة والماء الصالح للشرب تأخرا حتى استقر أغلب السكان في المدن المذكورة أعلاه وهناك أيضا دوار إد سعيد أوعلي، دوار المقدم إزري محمد وهناك أيضا دوار إد الحاج وهو أكبر دوار لكنه فارغ من السكان وهو دوار شيخ القبيلة المسمى علي أوعلي وكذلك ابنه إبراهيم وأحمد الذين جاءا بعده الأول كمقدم والثاني شيخ.
الهجرة الخارجية تتجلى في مغادرة الوطن طلبا للعيش في كل من فرنسا، إسبانيا، إيطاليا، بريطانيا، بلجيكا، هولاندا وألمانيا، والقلة القليلة في دول المعسكر الشرقي بغض النظر عن الدول العربية، منهم من هاجر ومعه أفراد أسرته ومنهم من غادر وحده وعاش بعيدا عن الوطن.

## مناخ قبيلة آيت بوفولن
يكون الصيف حارا بسبب وجود شجرة الأرگان ويكون باردا في فصل الشتاء.
تهب على قبيلة ايت بوفولن ثلاثة رياح قوية ومهمة
1- الشرگي الذي يهب من الجنوب الشرقي وهو حار صيفا وباردا شتاء، وكان السكان يقولون إذا جاء الشرگي فإنه يسبب في تهاطل الأمطار لكن في السنوات الأخيرة وقع العكس فعندما يهب الشرگي فإنه يأتي بالأمراض والشقق في الأيدي والأرجل والشفاه والوجه. 
2- الرياح الجنوبية الغربية تسمى أتريم وهي الرياح التي تسوق السحب من البحر إلى البر وهي محملة بالأمطار، ولا زالت كذلك إلى الآن. 
3- الرياح الشمالية الغربية تسمى تگوت، تهب على المنطقة وتعطي الأمطار في بعض المناطق المجاورة وتعطي الرياح الباردة للمناطق الأخرى.
4- ريح ضعيف تهب شمال شرق البلدة تسمى أحگان.
ويبلغ تساقط المطر حوالي 150 مم سنويا.
تعرضت هذه المنطقة لجفاف مستمر لمدة سبع سنوات مما جعل أغلب السكان غادروا البلدة إلى حاحا، تامري، سيدي يحيى الغرب وغيرها من المدن المغربية.
لا وجود للآبار الا مؤخرا حيث قامت الدولة بحفر بئر في بتفريت عمقه 22 مترا، وبلغ ارتفاع ألماء ستة أمتار.

## التعليم
تتوفر أيت بوفولن على مؤسستين تعليميتين
أول مدرسة أسست هي مدرسة أيت حيتوف وهي عبارة عن مرآب بدوار إدحيتوف قرب مركز أيت بوفولن حاليا. ثم بعد الاستقلال في عدد الحجرات الدراسية إلى اثنتين في مكان يسمى بوتاريكت، يأتي التلاميذ من كل حدب وصوب (7 كلم هي مسافة أبعد مدشر).
الآن بلغ عدد المدارس 6 فرعيات منها مركزيتان. 
- م/م أبن تومرت 1
- م/م أبن تومرت 2

## موارد القبيلة
تعتمد القبيلة على فلاحة متواضعة كما أن السكان يعيشون على تربية الماشية كالأغنام والبقر والجمال، ويمكن تلخيص هذه الموارد في
- تربية الماشية
- الفلاحة التقليدية
- اليد العاملة بحيث يعمل الرجل كأجير لدى آخر في رعي الأغنام مثلا
- التجارة لكنها بصفة تكاد تنعدم، فلا يقوم بها إلا الميسورون وهم قلة في كل من إدوعراب وإدگجيم وتافراوت نيد صانبا.

في سنة 1962 بعثت الشركات الفرنسية مخبرا فرنسيا اسمه Félix Mora لجلب العمال المغاربة وجاء هذا الأخير يختار بين الراغبين في الذهاب إلى فرنسا فقام بإرسال عدد كبير من العمال، فأنشدت النسوة في بعض الأعراس يؤرخن لهذا الحدث:
إنّانو أينّا 62 أياد يوي كل موغا إفرخان ندارنخا
هذه سنة 62 يا أمي حيث ذهب موغا بكل أبنائنا
بلغ عدد العمال المهاجرين البوفولنيين إلى أروبا 64 عاملا حسب المعلومات المستقاة من جماعة ايت بوفولن، وهذا العدد قليل جدا مقارنة بالقبائل الأخرى مثل الأخصاص 548 عاملا ومجاط 1983 عاملا وهذا راجع بالأساس لأن قبيلة ايت بوفولن صغيرة جدا، فيمكن معاينة جميع أطراف القبيلة عندما نقف على تل إد عبلا أوسعيد.

## التضاريس
- الجبال

الجبال الموجودة في قبيلة ايت بوفولن هي كالتالي: أدرار نبليق، أمگدول، بويغد، بوشفود وهي لا تتعدى 500م في العلو والباقي كله نجود.
- السهول

بعض السهول مثل إگورارن، تافراوت نيد صنبا وإفرض، وهذه السهول تسمى عند بعض القبائل حتى خارج المنطقة بتافراوت أي المنطقة التي يحبس بها الماء على شكل بحر مؤقت حيث تنضب المياه وتتسرب إلى باطن الأرض وتزود الآبار والعيون في تگانت، بويزاكارن، توتلين، إگيسل إلى گلميم.
- الأنهار

اكجكال، أونغير، اوتهدا وهي مجموعة من الروافد الكبيرة التي أتت من الروافد الصغيرة وهي التي تصب كلها قرب گلميم.
يتمتع سكان ايت سكان بوفولن بالماء الصالح للشرب من عين بويزاكارن. عن طريق أگني إمغارن بواسطة أربع مخازن مائية، ثلاث في أگني إمغارن وواحد فوق جبل بليق، لكن الماء لم يصل إلى كل الدواوير وذلك لضعف الميزانية
أما أكني امغارن فهو منعرجات خطيرة تمتد على طول خمس كلمترات.

## النباتات
الأشجار المشهورة في هذه القبيلة والمنطقة بصفة عامة هي
- شجرة أرگان التي تتعرض للإتلاف من قبل البشر: الحطب وبيعه، اضرام النيران مجانا من طرف الرعاة، تكسيرها،
- العرعار (يوجد هذا النوع الأخير بتيفريت)، كانت غابة العرعار مراقبة بشدة أيام الحماية إذ لا يستطيع أي أحد قطع شجرة إلا في جنح الليل والخفاء.
- كما توجد بعض الشجيرات مثل السدر التي تستعمل في تسييج البساتين وبعض الأملاك قصد حمايتها من بعض الحيوانات مثل الخنازير
- وهناك أيضا شجيرة تسمى أوشفود يستعملها السكان لشعل النيران ولطهي الطعام
- وكذلك دقن الشيخ وهو الشيح أي إزري، اليابس منه يستعمل لطهي الطعام، والأخضر لصنع الدواء،
- الزعتر: أزوكني، كان السكان يقتاتون منه عندما يخلطون أوراقه الخضراء بالزيت أو أي إدام آخر.
- أما شجرة الزقوم= تيكيوت، ذات أشواك حادة وحليب مشابه لمادة الاسيد فهي تدافع عن نفسها بالحليب والشوك، أما منافع هذه الشجرة عندما تموت تستعمل لإشعال النار: أبجكوض.

وزهورها يصنع منها النحل العسل لكن مذاقه حار شيئا ما. وكثرة أكل هذا العسل يسبب في جريان المعدة.

## الحيوانات
توجد بهذه المنطقة الحيوانات الأليفة مثل:
الأبقار، الجمال، الحمير، المعز، الدجاج، البغال. لقد كانت هذه الحيوانات مصدر المعيشة لدى السكان لهذا نجدهم مهتمين بها غاية الاهتمام يقومون بجبرها إذا كسرت إحدى قوائمها.
ويعزلون المريضة منها وسخلها أي أولادها، ويخصصون لها رعاية خاصة وترعى قرب المنزل، لا تبتعد عنه.
تربية النحل، لكن هذه التربية بدأت تقل شيئا فشيئا بسبب اعتماد الناس على السوق وظهور المربى على أشكال عديدة، والجفاف شبه دائم.
أما الحيوانات المتوحشة الغزلان والأروية أو ما يطلق عليه الناس ب: أودادن فقد غادرت المنطقة بسبب النمو الديمغرافي ولم يبق إلا الحجل والخنازير. هناك كذلك من بين الحيوانات المتوحشة الضبع حيث شوهد سنة 1987م وهو اليوم شبه منعدم.
أما الطيور الأخرى فهي كلها مهاجرة تحل بالمنطقة للاستراحة فقط
هذه الطيور بلغة السكان المحليين هي:
الغربان=اكايوارن
حمو إسغي=ملك حزين
ترغلة تيميلا، تمكروزت
تالعيوط= القبرة
الحمائم=إتبيرن.

## المغارات
أغلب المغارات الموجودة بهذه القبيلة قليلة وضيقة جدا باستثناء «اغيغا نبيتبيرن» أو مغارة الحمام الذي تخرج مياه الأمطار التي تصب فيه في وادي اگجگال الموجود شرق المغارة وبالضبط في مكان يسميه السكان ب «بيزان» أي الذباب بداخل هذه المغارة صواعد وهوابط أغلبها مهشم من طرف الزائرين المراهقين.
غار آخر ذو صيت سيء السمعة يدعى «اغيغا اوهنا» موجود في شرق القبيلة وعلى الحدود الفاصلة بين ايت بوفولن وايت أرخا. يحكى أنه كانت تتم في هذا الغار عمليات الإعدام لعدد كبير من أشراف القبيلة بسبب أو بدونه وبدون محاكمة، حيث يحكى أن القايد المدني (الذي كان حاكما على المنطقة إلى حدود 1934) إذا صدر حكما على شخص يقول << قالوا لي إن المذنب قال كذا وكذا لهذا يستحق الإعدام.>> فيقبض على الجاني ويساق إلى المغارة صحبة أحد أفراد عائلته فينزلونه إلى الغار حوالي 100م عمقا ثم يقدم أحد أفراد أسرته فيقطع الحبل في ذهول وخوف.
وهناك أيضا إفري ن بهي في اكورارن وإفري ن عائشة صالح شرق أدبوتيزوا، جدرانه مغناطيسية إضافة إلى مغارات أخرى صغيرة.

## وصلات خارجية
http://aitboufoulen.canalblog.com/